# Gerard Valck
Gerard Valck (Amsterdam, 30 de setembre de 1652 – 21 d'octubre de 1726) fou un gravador, editor i cartògraf neerlandès.

## Biografia
Valck va néixer el 1652 en una plateria d'Amsterdam. Va estudiar al costat d'Abraham Blooteling i es va casar amb la seva germana. El 1672, la família es va establir a Londres, on es creu que van viure fins als 1680. Valck va fer diversos gravats per la noblesa anglesa, i va treballar freqüentment amb el seu mestre. Va fer molts dels seus gravats basant-se en dissenys d'altres artistes, com Peter Lely, Gérard de Lairesse i Philip Tideman. Va autopublicar la majoria dels seus treballs. De nou a Amsterdam, va crear una empresa amb el seu fill Leonardus Valck i amb el seu cunyat Peter Schenk el Vell. Valck També va publicar atles, mapes, va imprimir globus terraqüis, entre d'altres. Va morir a Amsterdam el 21 d'octubre de 1726.

## Galeria

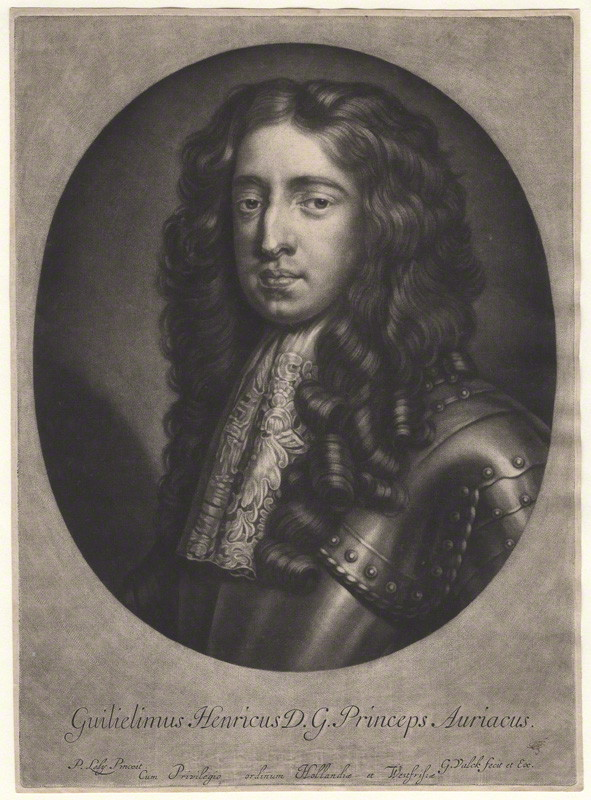
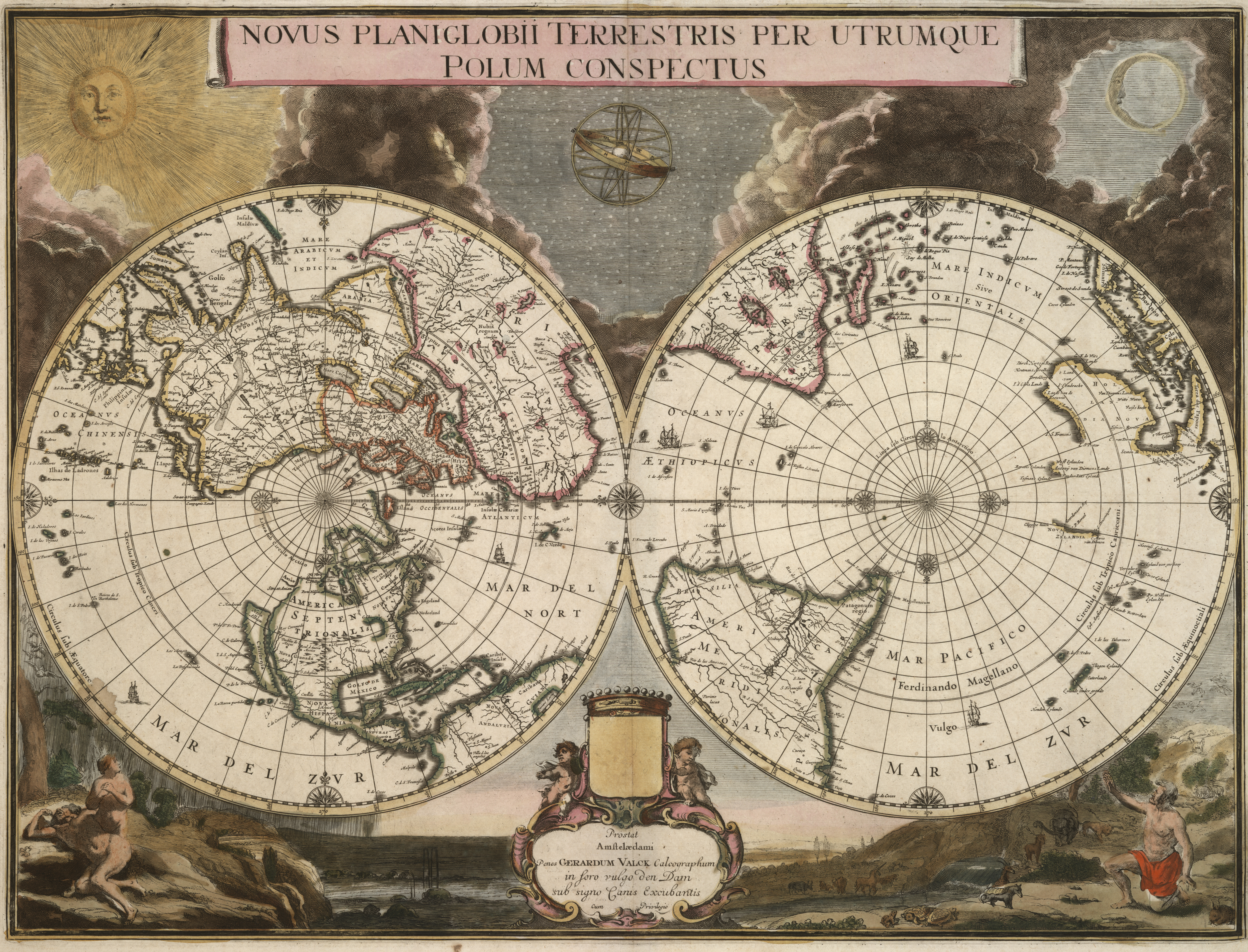
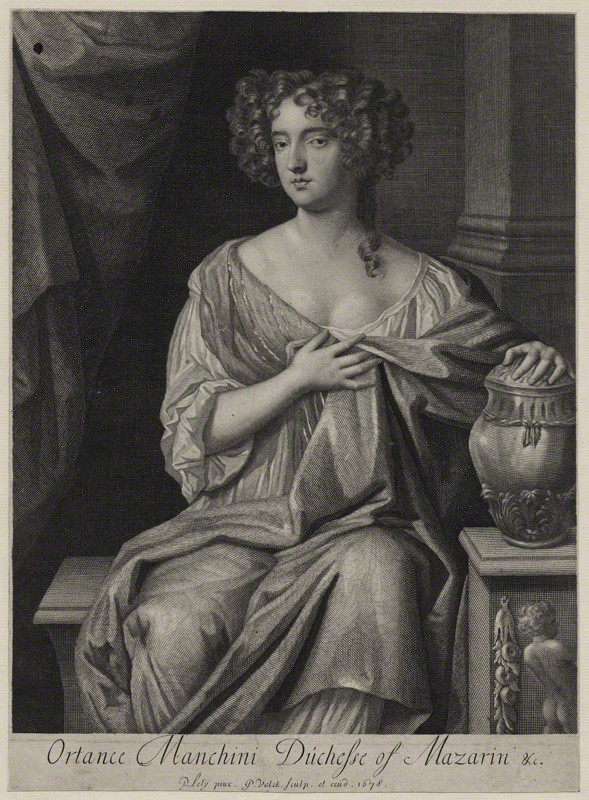
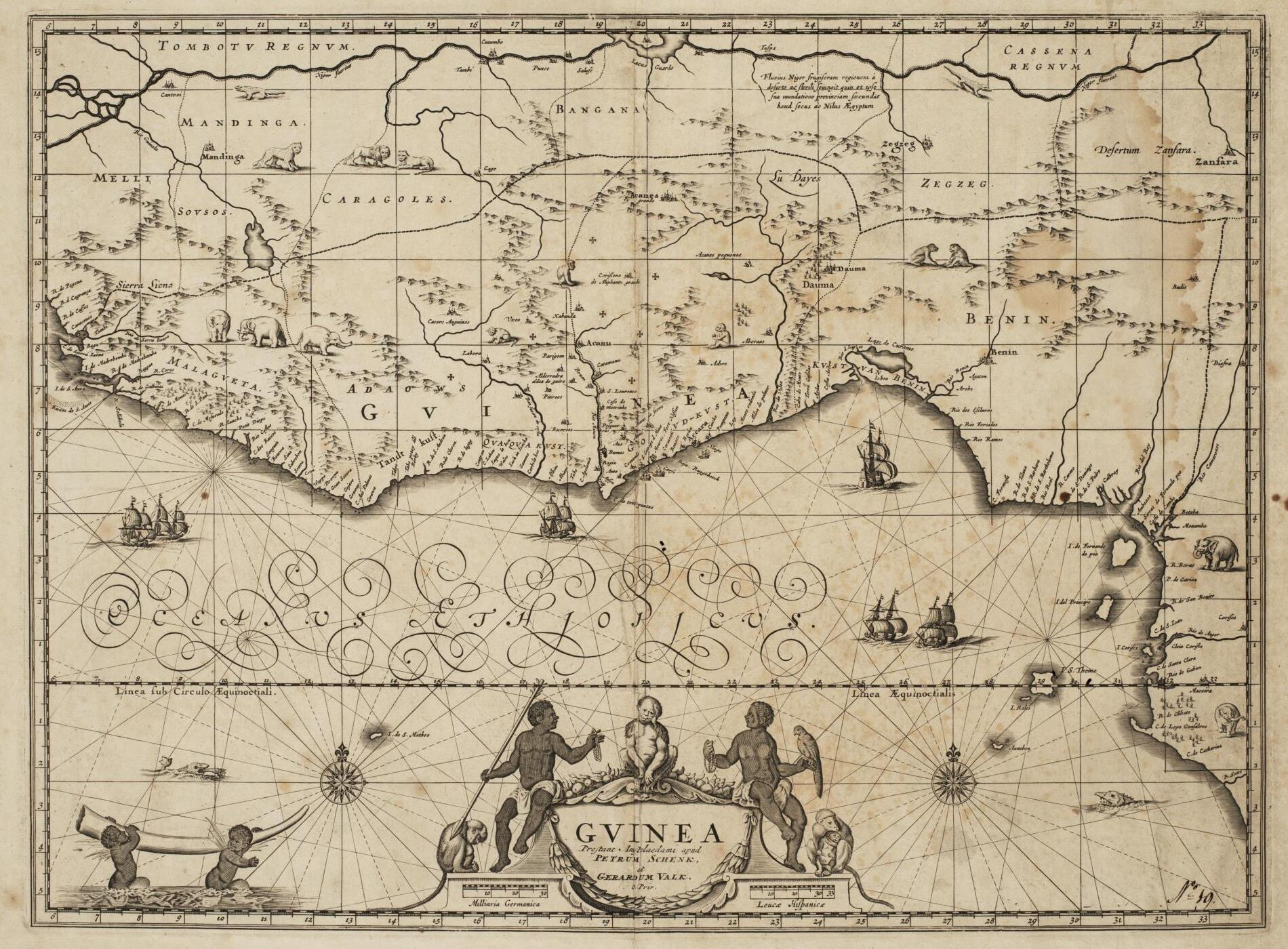
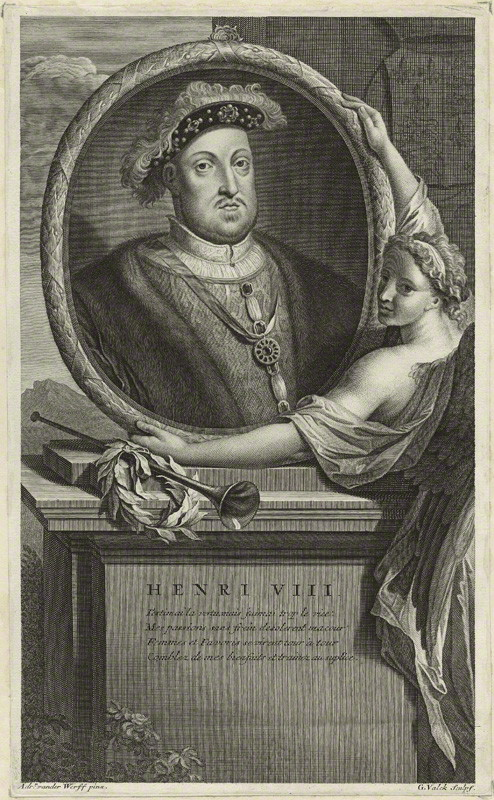